# Trizjdy o ljubvi
Trizjdy o ljubvi (russisk: Трижды о любви) er en sovjetisk spillefilm fra 1981 af Viktor Tregubovitj.

## Medvirkende
- Sergej Prokhanov som Vasilij Fjodorovitj Lobanov
- Marina Tregubovitj som Verka
- Marina Levtova som Jelena Ivanovna
- Nadezjda Sjumilova som Njurka
- Valentina Kovel som Anna Makarovna Lobanova